# Microcerberus appolliniacus
Microcerberus appolliniacus är en kräftdjursart som beskrevs av Cvetkov 1964. Microcerberus appolliniacus ingår i släktet Microcerberus och familjen Microcerberidae. Inga underarter finns listade i Catalogue of Life.